# Erdschlipf

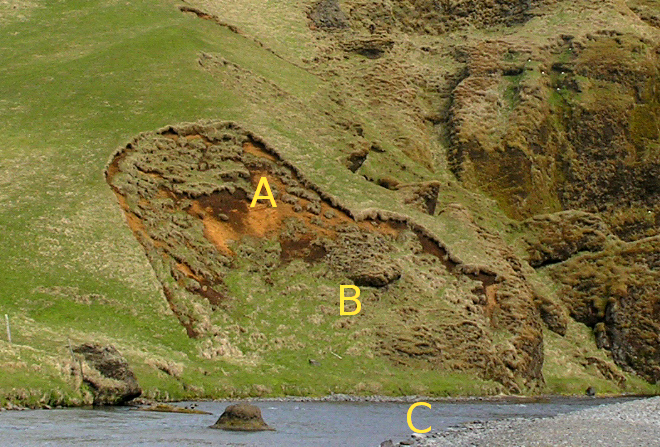
Rutschung am Flussufer

Als Erdschlipf oder Rutschung (auch: Bergschlipf oder nur Schlipf) bezeichnet man stark durchnässte Lockermassen, die an Böschungen unter Zerreißen der Vegetation an den Rändern in einem Block abgehen. Die Vegetation hält den Block selbst zusammen. Rutschungen treten daher nur kleinräumig, etwa auf Wiesen, auf. Sie entstehen wie alle Erdrutsche, wenn wasserdurchtränkte über wasserundurchlässigen Schichten liegen (z. B. Mergel auf Ton). So kommt es beispielsweise nach ausgiebigen Niederschlägen zu spontanen Rutschungen. Eingriffe in die Vegetation, wie Entwaldung oder Oberflächenveränderungen (z. B. Geländeeinschnitte für Straßen) begünstigen die Mobilisierung bis hin zu Murgang und Bergrutsch.
Eine Rutschung hat oben eine Abrissnische (im Bild: A), in der der Untergrund sichtbar wird. Darunter ist die Gleitbahn mit dem Großteil des gerutschten Böschungsmaterials, und darunter liegt die zusammengeschobene Rutschungsmasse (im Bild ist der Hang in den Fluss gerutscht).
Schlipfe treten immer wieder am gleichen Ort auf, daher kommt Schlipf auch in vielen Flurnamen vor. Schlipfgebiete sind Regionen mit erhöhtem Gefahrenpotential.